# IV wiek p.n.e.
IV wiek p.n.e.

VI wiek p.n.e. V wiek p.n.e. IV wiek p.n.e. III wiek p.n.e. II wiek p.n.e.

## Urodzili się
- 384 p.n.e. – Arystoteles, filozof grecki
- 371 p.n.e. – Mencjusz, filozof chiński
- 360 p.n.e. – Pyrron, filozof grecki
- 356 p.n.e. – Aleksander Wielki, władca Macedonii
- 341 p.n.e. – Epikur, filozof grecki
- 335 p.n.e. – Zenon z Kition, filozof grecki, twórca stoicyzmu

## Zmarli

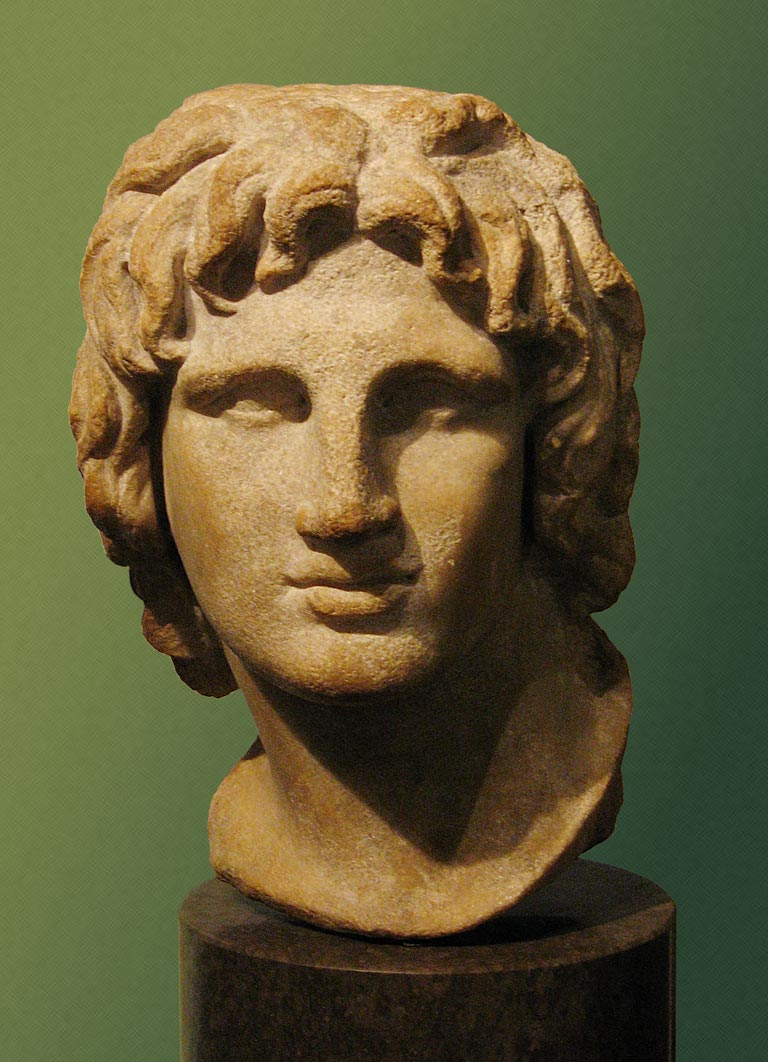
Popiersie Aleksandra Wielkiego

- 399 p.n.e. – Sokrates, filozof grecki
- 395 p.n.e. – Lizander, wódz spartański
- około 390 p.n.e. – Mozi, chiński filozof, twórca moizmu
- 385 p.n.e. – Arystofanes, komediopisarz grecki
- 370 p.n.e.
  - Hipokrates, lekarz grecki
  - Demokryt, filozof grecki
- 366 p.n.e. – Arystyp, filozof grecki
- 365 p.n.e. – Antystenes, filozof grecki
- 355 p.n.e. – Eudoksos, astronom i matematyk grecki
- 347 p.n.e. – Platon, filozof grecki (data sporna lub przybliżona)
- 336 p.n.e. – Filip II, król macedoński
- 330 p.n.e. – Dariusz III, ostatni król perski
- 323 p.n.e.
  - 10 czerwca – Aleksander Wielki, władca Macedonii
  - Diogenes z Synopy, filozof grecki
- 322 p.n.e.
  - 7 marca – Arystoteles, filozof grecki
  - Demostenes, mówca i polityk ateński

## Wydarzenia w Europie
- około 400 p.n.e.
  - Celtowie osiedlili się w północnej Italii
  - pierwsze ślady Celtów na ziemiach polskich (Dolny Śląsk)
  - plemiona germańskie (Batawowie, Fryzowie) zaczęły wypierać Celtów z ich nadreńskich siedzib
  - początek schyłku kultury łużyckiej
  - powstała teoria atomu Demokryta
  - prototyp kuszy (Grecja)
- 396 p.n.e. – Rzym zdobył etruskie miasto Weje, początek ekspansji Republiki rzymskiej w Italii
- 395 p.n.e. – wybuch wojny korynckiej
- 394 p.n.e.
  - flota perska zwyciężyła Spartę u przylądka Knidos
- 387 p.n.e.
  - rozwiązanie Związku Ateńskiego
  - powstanie Akademii Platońskiej w Atenach
- 379 p.n.e. – początek dominacji Teb w Grecji
- 386 p.n.e. – Celtowie (Galowie) zdobyli i splądrowali Rzym, wcześniej spustoszyli ziemie Etrusków
- 378 p.n.e.
  - budowa murów miejskich wokół Rzymu (tzw. mury serwiańskie)
  - powstanie II Związku Morskiego
- 376 p.n.e. – zwycięstwo Aten nad Spartą w bitwie pod Naksos
- 373 p.n.e. – wielkie trzęsienie ziemi zatopiło nadbrzeżne miasto Helike (Zatoka Koryncka)
- 371 p.n.e. – Tebańczycy złamali potęgę Sparty w bitwie pod Leuktrami
- 366 p.n.e. – pierwszy raz konsulem mianowano plebejusza (Rzym)
- 362 p.n.e. – bitwa pod Mantineą, zwycięstwo Teb nad wojskami koalicji ateńsko-spartańskiej
- 359 p.n.e. – początek panowania Filipa II w Macedonii, wzrost potęgi tego kraju
- 358 p.n.e. – powstał II Związek Lateński, odnowienie traktatu między Rzymem a Latynami
- 357 p.n.e. – wprowadzono podatek od wyzwolenia niewolnika (Rzym)
- 356 p.n.e. – pierwszy raz dyktatorem mianowano plebejusza (Rzym)
- 351 p.n.e. – pierwszy cenzor plebejski (Rzym)
- 349 p.n.e. – Rzym odparł najazd Galów
- 348 p.n.e.
  - Macedończycy zdobyli miasto Olint (półwysep Chalkidiki) i podporządkowali sobie całe północne wybrzeże Morza Egejskiego
  - traktat pomiędzy Rzymem a Kartaginą
- 346 p.n.e. – pokój Filokratesa zawarty w Pelli pomiędzy Macedonią a Atenami
- 344 p.n.e. – igrzyska pytyjskie wzbogacono o pankration (połączenie brutalnych zapasów z boksem)
- 343 p.n.e.-341 p.n.e. – pierwsza wojna Rzymu z Samnitami
- 340 p.n.e.
  - miasta greckie zawiązały koalicję przeciwko Filipowi II
  - początek wojny Rzymu z Latynami
- około 340 p.n.e. – wykuto w kamieniu pierwszy amfiteatr (Grecja)
- 339 p.n.e. – wprowadzono prawo, w myśl którego jeden z cenzorów powinien być plebejuszem (Rzym)
- 338 p.n.e.
  - bitwa pod Cheroneą, Macedończycy podbili Grecję
  - rozwiązanie Ligi Latyńskiej
- 337 p.n.e.
  - zjazd koryncki przedstawicieli miast greckich w celu uporządkowania spraw wewnętrznych Grecji, utworzenie Związku Korynckiego
  - plebejusze uzyskali dostęp do stanowiska pretora (Rzym)
- 336 p.n.e. – Aleksander Wielki został władcą Macedonii
- 335 p.n.e. – Arystoteles założył szkołę filozoficzną w Atenach
- 334 p.n.e. – Aleksander Wielki z 35-tysięczną armią rozpoczął podbój Persji
- 330 p.n.e. – Arystoteles skonstruował camera obscura
- około 330 p.n.e. – Lizyp wprowadził nowy, wysmuklony kanon proporcji ciała ludzkiego (głowa równa 1/9 całkowitej wysokości postaci)
- 326 p.n.e. – zakaz niewoli za długi (Rzym) – Lex Poetelia
- 326 p.n.e.-304 p.n.e. – druga wojna Rzymu z Samnitami
- około 325-300 p.n.e. – Pyteasz z Massalii opłynął Brytanię
- 322 p.n.e. – Ateny zorganizowały nowy związek antymacedoński, poniosły klęskę w bitwie pod Kranon
- 321 p.n.e. – klęska Rzymian w Wąwozie Kaudyńskim
- 319 p.n.e. – państwo Molossów (Epir) rozpoczęło okres 50-letniej dominacji na Bałkanach
- 312 p.n.e.
  - rozpoczęcie budowy Via Appia, pierwszej drogi rzymskiej, łączącej Rzym z Kapuą
  - budowa największego wodociągu rzymskiego – Aqua Appia
  - cenzura Appiusza Klaudiusza
- 302 p.n.e. – Rzym uzyskał panowanie nad Kampanią i Apulią

## Wydarzenia w Azji
- 377 p.n.e. – początek panowania Mauzolosa, władcy Karii
- 364 p.n.e. – w Magadha do władzy doszła dynastia Nandów
- 356 p.n.e. – Herostrates spalił świątynię Artemidy w Efezie
- 353 p.n.e. – początek budowy mauzoleum w Halikarnasie
- 350 p.n.e. – początek dominacji państwa Qin w Chinach
- 349 p.n.e. – zakończenie budowy mauzoleum w Halikarnasie
- 333 p.n.e. – klęska Persów pod Issos
- 332 p.n.e. – Aleksander Wielki zdobył Tyr (po 7-miesięcznym oblężeniu) i podbił Palestynę
- 331 p.n.e. – klęska władcy Persji Dariusza III w bitwie pod Gaugamelą
- 327-325 p.n.e. – Aleksander Wielki podbił północno-zachodnie Indie (rozbił wojska władcy indyjskiego Porosa)
- 325 p.n.e. – wojska Aleksandra Wielkiego dotarły do Oceanu Indyjskiego
- 323 p.n.e. – po śmierci Aleksandra Wielkiego zaczęły się wojny diadochów (Palestyna włączona do egipskiego państwa Ptolemeuszów)
- około 321 p.n.e. – w Indiach powstało imperium Maurjów
- 317 p.n.e. – ostatnie oddziały greckie opuściły Indie
- 312 p.n.e. – Seleukos I Nikator zdobył Babilon
- 305 p.n.e. – na ziemiach od Indii do Azji Mniejszej powstało imperium Seleucydów
- 301 p.n.e. – bitwa pod Ipsos (koniec wojny diadochów), imperium Aleksandra Wielkiego rozpadło się na 4 królestwa

## Wydarzenia w Afryce
- 332 p.n.e. – Aleksander Macedoński podbił Egipt i założył miasto Aleksandria
- 305 p.n.e. – początek panowania Ptolemeuszów w Egipcie

## Wydarzenia w Ameryce
- około 400 p.n.e. – upadek cywilizacji Olmeków
- 350-300 p.n.e. – powstały pierwsze państwa-miasta Majów

## Więcej wydarzeń w artykułach dotyczących poszczególnych lat
400 p.n.e. 399 p.n.e. 398 p.n.e. 397 p.n.e. 396 p.n.e. 395 p.n.e. 394 p.n.e. 393 p.n.e. 392 p.n.e. 391 p.n.e.
390 p.n.e. 389 p.n.e. 388 p.n.e. 387 p.n.e. 386 p.n.e. 385 p.n.e. 384 p.n.e. 383 p.n.e. 382 p.n.e. 381 p.n.e.
380 p.n.e. 379 p.n.e. 378 p.n.e. 377 p.n.e. 376 p.n.e. 375 p.n.e. 374 p.n.e. 373 p.n.e. 372 p.n.e. 371 p.n.e.
370 p.n.e. 369 p.n.e. 368 p.n.e. 367 p.n.e. 366 p.n.e. 365 p.n.e. 364 p.n.e. 363 p.n.e. 362 p.n.e. 361 p.n.e.
360 p.n.e. 359 p.n.e. 358 p.n.e. 357 p.n.e. 356 p.n.e. 355 p.n.e. 354 p.n.e. 353 p.n.e. 352 p.n.e. 351 p.n.e.
350 p.n.e. 349 p.n.e. 348 p.n.e. 347 p.n.e. 346 p.n.e. 345 p.n.e. 344 p.n.e. 343 p.n.e. 342 p.n.e. 341 p.n.e.
340 p.n.e. 339 p.n.e. 338 p.n.e. 337 p.n.e. 336 p.n.e. 335 p.n.e. 334 p.n.e. 333 p.n.e. 332 p.n.e. 331 p.n.e.
330 p.n.e. 329 p.n.e. 328 p.n.e. 327 p.n.e. 326 p.n.e. 325 p.n.e. 324 p.n.e. 323 p.n.e. 322 p.n.e. 321 p.n.e.
320 p.n.e. 319 p.n.e. 318 p.n.e. 317 p.n.e. 316 p.n.e. 315 p.n.e. 314 p.n.e. 313 p.n.e. 312 p.n.e. 311 p.n.e.
310 p.n.e. 309 p.n.e. 308 p.n.e. 307 p.n.e. 306 p.n.e. 305 p.n.e. 304 p.n.e. 303 p.n.e. 302 p.n.e. 301 p.n.e.